# Lijst van heersers van Toscane
Dit is een lijst van de heersers over Toscane (Tuscia), Florence en Etrurië.

## Langobardische hertogen en Frankische graven van Tuscia
De antieke naam voor Toscane was Tuscia. Dit was als hertogdom van 570 tot 774 deel van het Longobardische Rijk, met Florence als hoofdstad. Er is alleen ene Gudibrandus bekend in de achtste eeuw, met de titel dux civitatis Florentinorum. Er zijn echter ook aanwijzingen dat Lucca de hoofdstad van Tuscia was.
Bij de Frankische verovering in 774 degradeerde Tuscia tot graafschap, vanaf 812 is er sprake van een markgraafschap.

## Markgraven van Toscane
| Naam                 | Periode     | Opmerkingen                          |
| -------------------- | ----------- | ------------------------------------ |
| Bonifatius I         | 812 - 813   |                                      |
| Bonifatius II        | 828 - 834   |                                      |
| Aganus               | 835 - 845   |                                      |
| Adalbert I           | 847 - 884   |                                      |
| Adalbert II de Rijke | 890 - 917   |                                      |
| Guido                | 917 - 929   |                                      |
| Lambert              | 929 - 931   |                                      |
| Boso                 | 931 - 936   | huis Bosoniden                       |
| Humbert              | 936 - 961   | huis Bosoniden                       |
| Hugo de Grote        | 961 - 1001  | huis Bosoniden                       |
| Bonifatius (III)     | 1002 - 1012 |                                      |
| Reinier              | 1014 - 1024 |                                      |
| Bonifatius III       | 1027 - 1052 | huis Canossa                         |
| Frederik             | 1052 - 1055 | zoon, regentes: Beatrix              |
| Beatrix              | 1055 - 1076 | moeder                               |
| + Godfried I         | 1054 - 1069 | (echtgenoot)                         |
| Mathilde             | 1076 - 1115 | dochter van Bonifatius IV en Beatrix |
| + Welf I             | 1189 - 1095 | (echtgenoot), huis Welfen            |
| Koenraad             | 1120 - 1127 |                                      |
| Engelbert            | 1137 - 1139 |                                      |
| Hendrik de Trotse    | 1137 - 1139 | huis Welfen                          |
| Ulrich               | 1139 - 1152 |                                      |
| Welf II              | 1152 - 1162 | huis Welfen                          |
| Reinoud              | 1160 - 1163 |                                      |
| Christiaan           | 1163 - 1173 |                                      |
| Filips               | 1195 - 1197 | huis Hohenstaufen                    |

Mathilde schonk in 1114 al haar bezittingen, waaronder Toscane, aan de Heilige Stoel; de paus en de keizer streden vervolgens om haar nalatenschap, terwijl de steden Florence, Siena, Pisa, Lucca, Arezzo en Pistoia zich zelfstandig maakten. Van deze stadstaten werd Florence de machtigste en annexeerde haar rivalen een voor een in de 14e, 15e en 16e eeuw, terwijl Toscane als entiteit verdween en een streeknaam werd.

## Heren van Florence
Florence was sinds het onafhankelijk van Toscane werd tot de omvorming tot hertogdom in 1531 staatsrechtelijk een republiek, hoewel er onder het huis Medici (sinds 1434) wel een dynastie ontstond; de' Medici werden 'heren van Florence' genoemd, met de Signoria als bestuur. In de geschiedschrijving noemt men soms slechts het tijdperk 1494-1512 de Florentijnse Republiek (met een korte heropleving in 1527-1530).
| Heer                   | Periode     | Opmerkingen      |
| ---------------------- | ----------- | ---------------- |
| Cosimo                 | 1434 - 1464 | huis Medici      |
| Piero I                | 1464 - 1469 |                  |
| Lorenzo I              | 1469 - 1492 |                  |
| + Giuliano             | 1469 - 1478 |                  |
| Piero II               | 1492 - 1494 |                  |
| Florentijnse Republiek | 1494 - 1512 | (niet-dynastiek) |
| Girolamo Savonarola    | 1494 - 1498 | de facto heerser |
| Piero Soderini         | 1502 - 1512 | gonfaloniere     |
| herstel Huis Medici    |             |                  |
| Giovanni               | 1512 - 1513 |                  |
| Lorenzo II             | 1513 - 1519 |                  |
| Giulio                 | 1519 - 1523 |                  |
| Ippolito               | 1523 - 1527 |                  |
| + Alessandro           | 1523 - 1527 |                  |
| Republiek              | 1527 - 1530 | (niet-dynastiek) |
| Alessandro             | 1530 - 1531 | (opnieuw)        |

## Hertogen van Florence
| Hertog     | Periode     | Opmerkingen |
| ---------- | ----------- | ----------- |
| Alessandro | 1531 - 1537 |             |
| Cosimo I   | 1537 - 1569 |             |

## Groothertogen van Toscane
In 1569 werd het hertogdom Florence door de paus verheven tot groothertogdom Toscane, met Cosimo I als eerste groothertog. Het was de eerste keer dat deze titel werd verleend. De streeknaam Toscane werd opnieuw een politieke entiteit, met Florence als hoofdstad.
Toen de Fransen Toscane veroverden in 1801, werd het verheven tot koninkrijk Etrurië, verwijzend naar het antieke Etrurië. Op 10 december 1807 werd de koning door de Fransen weer verwijderd, en bij besluit van de Franse Senaat op 30 mei 1808 werd Etrurië ingelijfd bij het keizerrijk en daarna opgedeeld in drie departementen: Arno (met hoofdstad Florence), Méditerranée (hoofdstad Livorno) en Ombrone (hoofdstad Siena), waarover Napoleon Bonaparte's zuster slechts in naam als groothertogin van Toscane werd aangesteld.
| Groothertog                                  | Periode     | Opmerkingen                              |
| -------------------------------------------- | ----------- | ---------------------------------------- |
| Cosimo I                                     | 1569 - 1574 |                                          |
| Francesco                                    | 1574 - 1587 |                                          |
| Ferdinando I                                 | 1587 - 1609 |                                          |
| Cosimo II                                    | 1609 - 1621 |                                          |
| Ferdinando II                                | 1621 - 1670 |                                          |
| Cosimo III                                   | 1670 - 1723 |                                          |
| Gian Gastone                                 | 1723 - 1737 |                                          |
| Frans Stefan                                 | 1737 - 1765 | huis Habsburg-Lotharingen                |
| Leopold I                                    | 1765 - 1790 | huis Habsburg-Lotharingen                |
| Ferdinand III                                | 1790 - 1801 | huis Habsburg-Lotharingen                |
| Napoleontische periode                       | 1801 - 1814 | Koninkrijk Etrurië tot 1808              |
| Lodewijk                                     | 1801 - 1803 | koning van Etrurië, huis Bourbon-Parma   |
| Karel Lodewijk                               | 1803 - 1807 | koning van Etrurië, huis Bourbon-Parma   |
| Elisa                                        | 1808 - 1814 | groothertogin (titulair), huis Bonaparte |
| herstel Huis Habsburg                        |             |                                          |
| Ferdinand III                                | 1814 - 1824 | huis Habsburg-Lotharingen (opnieuw)      |
| Leopold II                                   | 1824 - 1849 | huis Habsburg-Lotharingen                |
| Republiek                                    | 1849        | (niet-dynastiek)                         |
| Leopold II                                   | 1849 - 1859 | huis Habsburg-Lotharingen, (opnieuw)     |
| Ferdinand IV                                 | 1859 - 1860 | huis Habsburg-Lotharingen                |
| 1860: annexatie door het koninkrijk Sardinië |             |                                          |